# Interstate 12
L'Interstate 12 (I-12) è un'autostrada statunitense della Interstate Highway che si estende per 137,74 chilometri e collega Baton Rouge con Slidell.